# پاشش (نورشناسی)
پاشش یا پراکندگی 

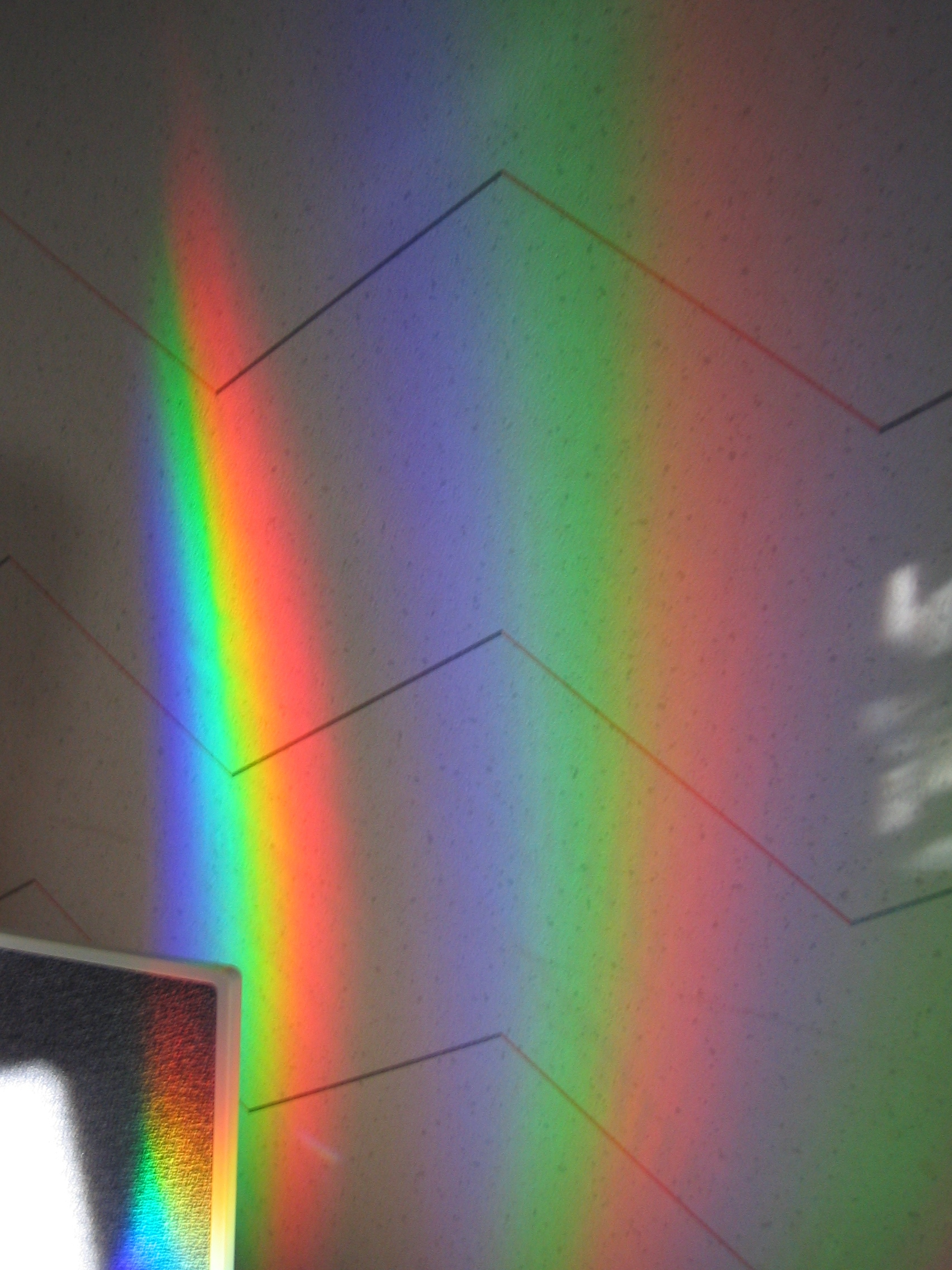
نمایی از ساختار یک‌نوع پاشش نوری

پدیده‌ایست که در آن سرعت فاز یک موج به بسامد آن وابسته‌است. درمحیط‌های پاشنده، ضریب شکست برای امواج با بسامدهای گوناگون ناهمسان است، به این دلیل امواج با بسامدهای گوناگون در این محیط‌ها با سرعت‌های گوناگون حرکت کند که موجب پاشش یا پاشیدگی آنها می‌گردد.
پدیده‌ای که در منشور روی‌می‌دهد، نمونه‌ای از پاشش و منشور نمونه‌ای از یک محیط پاشنده‌است.

## گونه‌های پاشندگی
اگر رابطه سرعت نور در محیطی با ضریب شکست
{\displaystyle n(\omega )} را به صورت {\displaystyle V={\frac {c}{n(\omega )}}} (C سرعت نور در خلاء) بنویسیم و رابطه {\displaystyle V_{g}=d\omega /dk} و {\displaystyle V_{p}h=\omega /k} (kبردار موج و ω بسامد موج) به ترتیب برای سرعت گروه و فاز در نظر بگیریم آنگاه می‌توان پاشش را به صورت زیر تعریف کرد:
{\displaystyle {\begin{cases}{\frac {d\omega }{dk}}={\frac {n}{c}}\left({\frac {\omega }{d}}{\frac {dn}{d\omega }}+1\right)\\{\frac {d^{2}\omega }{dk^{2}}}={\frac {d}{\omega }}\left({\frac {1}{V_{g}}}\right)\end{cases}}}
که اولی پاشش مرتبه اول و دومی پاشش مرتبه دوم است.
که این تعاریف به ترتیب وابستگی ضریب شکست برحسب بسامد و سرعت گروه برحسب بسامد را نشان می‌دهند.
پاشش مرتبه دوم همان پاشش سرعت گروه (GVD) می‌باشد.
از روابط پاشش چنان بر می‌آید که زمانی محیط غیر پاشنده است که {\displaystyle dk/d\omega =0} باشد. به دیگر سخن سرعت فاز و سرعت گروه یکسان باشند. پس اگر تغییرات نمودار k برحسب ω غیر خطی باشد محیط پاشنده است. توجه داشته باشید که این تغییرات مربوط به ضریب شکست محیط است.

### پاشش عادی
در یک محیط با پاشش عادی (ND) سرعت گروه از سرعت فاز کمتر است و در آن ضریب شکست با افزایش بسامد زیاد می‌شود. این گفته را می‌توان در هنگام عبور نور از یک منشور معمولی مشاهده کرد. هر رنگ خروجی از منشور دارای زاویه انحراف منحصر به فرد خود می‌باشد، رنگ آبی بیشتر از رنگ‌های دیگر خم می‌شود و آرام‌تر از رنگ قرمز محیط را سیر می‌کند و نسبت به رنگ‌های دیگر به قاعده منشور نزدیکتر است.

### پاشش غیرعادی
در محیط با پاشش غیرعادی (AD) برخلاف محیط ND سرعت فاز بیشتر از سرعت گروه است و نیز اینکه در این محیط می‌توان به سرعت فازی بیش از سرعت نور در خلاء دست یافت (که البته مغایر با نسبیت نیست).
در این ناحیه دیگر نمودار پاشش مانند انتظار عمل نمی‌کند و در منطقه‌ای که این رژیم حاکم است رفتار جذبی قوی‌ای را شاهد هستیم، که باعث می‌شود محیط کدر یا غیر شفاف شود. در این ناحیه {\displaystyle n_{g}} که از رابطه{\displaystyle V_{g}={\frac {C}{n_{g}}}} حاصل می‌شود، می‌تواند مقداری منفی به خود بگیرد.
تذکر: در محیط‌های مادی غیرعادی سرعت گروه می‌تواند از سرعت فاز و هم سرعت نور در ماده بیشتر باشد.
نواحی پاشش غیرعادی همیشه در حوالی بسامدهای جذب رخ می‌دهد، به این طریق که رابطه مستقیمی میان ضریب شکست و جذب ماده (ضریب خلأ) وجود دارد. (که این ارتباط به کمک روابط کرامرز-کرونیگ نشان داده می‌شود)

## کاربردها
پاشش یک حالت فراگیر در هنگام عبور نور از یک محیط به محیط دیگر با ضریب شکست متفاوت محسوب می‌شود. دانشمندان و پژوهشگران این پدیده بارها مورد بررسی قرار داده‌اند. به عنوان نمونه مطالعات ایشان برای کاهش شدید سرعت نور به وسیله پاشش عادی و ساخت محیط‌های سالیتون و بررسی ایجاد سرعتی فراتر از سرعت نور اشاره کرد.
پاشش به‌ویژه در حالت غیرعادی AD در شاخه‌های مختلف علم و فناوری به‌ویژه در علم فوتونیک کاربرد بسیار دارد. از این میان می‌توان به تعیین ساختارها و پیکربندی بلورها و مولکول‌ها (به‌ویژه مولکول‌های زیستی)، محاسبهٔ تداخل‌سنجی‌ها و تعیین الگوهای تداخل و پراش، ترجمه و رندرینگ داده‌های گرافیکی در سازه‌های گرافیکی رایانه‌ها، بهبود و افزایش کیفیت تصویر در عکس برداری‌ها، بالا بردن بازده و پایداری اشعه‌های سودمندی چون UV (در فرایندهای زیراکس و لیتوگرافی) به کمک پدیده تطبیق-فازی (Phase-Matching) و ….

### کاربردهای پاشش غیرعادی

#### شیشه‌های AD
شیشه‌های AD یک نوع خاص از شیشه‌های اپتیکی هستند که برای هرچه دقیق‌تر کنترل کردن انحراف‌های رنگی طول موج مشخصی از نور پراکنده شده تحت تأثیر قرار می‌دهند، که روی هم رفته منجر به بالاتر رفتن کیفیت تصویر می‌گردد.
با ترکیب شیشه‌های AD و شیشه‌های معمولی پاششی با ویژگی‌های مختلف را خواهیم داشت، که این امکان را به ما می‌دهد که به وسیله آن یک طول موج مشخص را کنترل کنیم. شیشه‌های AD گران‌قیمت هستند ولی توانایی ایجاد تصویری واضح و با کیفیت بالا را دارند.

#### تعیین ساختارها و پیکربندی بلورها
پاشش غیرعادی در مبحث بلورشناسی که امروزه روشی بسیار دقیق برای اندازه‌گیری شدت پرتو ایکس است.

#### پاشش غیرعادی با طول موج‌های مختلف MAD
روشی است در بلورشناسی که به وسیله پرتو X تصویربرداری می‌شود. این روش بدست آوردن ساختار سه بعدی مولکولهای بزرگ زیستی مثل DNA و پذیرنده‌های دارو با استفاده از مشکل فاز را تسهیل می‌کند.

#### پاشش غیرعادی با طول یکتا (مشخص) SAD
روشی است در بلورشناسی که به وسیله پرتو X تصویربرداری می‌شود. این روش مشخص کردن ساختار پروتون‌ها را با استفاده از مشکل فاز تسهیل می‌کند. این روش برخلاف MAD تنها با یک طول موج مناسب کار می‌کند. مزیت استفاده از این روش کمینه کردن زمانی است که کریستال در معرض پرتو قرار می‌گردد، بنابرین زیانهای ناشی از پتانسیل تابشی مولکول زمانی که اطلاعات را جمع‌آوری می‌کند کاهش می‌یابد.

#### استفاده از AD برای تعیین پیکربندی بلورهای مرکز نا متقارن به‌طور مستقیم
این روش قادر به یافتن زوایای فازی و ثابت‌های ساختار بلوری است و دقت بالایی دارد.

#### تکنیک پاشش غیرعادی در تعیین پراش نوترون
فرم ایدئال این تکنیک بر اساس وابستگی طول موج قسمت‌های حقیقی و موهومی طول پاشش نوترون در نزدیکی رزونانس جذب استفاده می‌شود و شامل اندازه‌گیری‌هایی مبتنی بر دو جفت از طول موج است: قسمت حقیقی طول پاشش متغیر باشد و قسمت موهومی ثابت و بالعکس (با توجه به روابط کرامرز-کورینگ).
چندین تکنیک برای بررسی پراش نوترون وجود دارد:
1. پراش مغناطیسی
2. جانشانی ایزوتوپی (که در نبود میدان مغناطیسی صورت می‌گیرد)
3. پاشش غیرعادی

مقایسه این چند روش نشان می‌دهد که پاشش غیرعادی در قیاس با بقیه بسیار ارزان‌تر است ولی طیف طول موجی کمتری را شامل می‌شود زیرا که پاشش غیرعادی دارای طول موج قیدی است.

#### پاشش غیرعادی فاز در رنگ‌سازها (Chromospheres) برای افزایش بازده و پایداری UV
در این روش با تولید بسامدی کارآمد به کمک موجبر در دومین هارمونیک تولیدشده توسط فازتطبیق‌شده (به انگلیسی: Phase-Matched) پرتو پایدار می‌ماند و بازده خروجی آن افزایش می‌یابد. برای این کار از آلایش برخی رنگ‌سازها بهره می‌گیرند که در ناحیهٔ AD خود میان نخستین و دومین هارمونی کمترین را دارند.

## روابط کرامرز-کرونیگ
روابط دو طرفه کرامرز-کرونیگ برای محاسبهٔ قسمت حقیقی از قسمت موهومی هر تابع مختلط که در نیم صفحهٔ بالایی تحلیلی باشند، به کار گرفته می‌شوند و بالعکس.
این روابط یک جفت ویژه تبدیل هیلبرت‌اند که می‌توانند ثابت جذب یا ضریب میرایی را به ضریب شکست محیط مربوط سازند. این روابط در اسپکتروسکوپی الکترون و پاشش هادرونیک کاربرد دارند.
{\displaystyle \chi (\omega )=\chi _{1}(\omega )+i\chi _{2}(\omega )}
{\displaystyle \chi _{1}(\omega )={1 \over \pi }{\mathcal {P}}\!\!\!\int \limits _{-\infty }^{\infty }{\chi _{2}(\omega ') \over \omega '-\omega }\,d\omega '}
و
{\displaystyle \chi _{2}(\omega )=-{1 \over \pi }{\mathcal {P}}\!\!\!\int \limits _{-\infty }^{\infty }{\chi _{1}(\omega ') \over \omega '-\omega }\,d\omega ',}